# 柳原恵
柳原 恵（やなぎはら めぐみ）は、日本のフィギュアスケート選手（女子シングル）。福島県出身。1979年NHK杯出場。

## 経歴
1977年、全日本ジュニア選手権に出場し2位となる。1979年、NHK杯に出場し10位となる。
国民体育大会においては福島県代表として1981年に少年女子、1985年に成年女子で優勝する。また同大会で福島県が優勝するのは初の快挙である。

## 主な戦績
| 大会/年              | 1977-78 | 1979-80 | 1980-81 | 1984-85 |
| -------------------- | ------- | ------- | ------- | ------- |
| NHK杯                |         | 10      |         |         |
| 全日本ジュニア選手権 | 2       |         |         |         |
| 国民体育大会         |         |         | 1       | 1       |